# Entombed
Entombed je švedski death metal sastav osnovan 1987. pod imenom Nihilist. Entombed je započeo karijeru kao jedan od pionira skandinavske death metal scene, koji se u početku od svog američkog dvojnika razlikovao po izrazitom "buzz saw" tonu gitare. Iako se od početka 90-ih njihov zvuk proširio na garažni rock i druge utjecaje, njihov novi stil na kraju bio bi opisan kao death 'n' roll. Na Entombed su utjecali sastavi poput Slayera, Exodusa, Black Sabbatha, Celtic Frosta, Autopsyja, Repulsiona, Kissa, The Misfitsa, Motörheada, Dischargea, Deatha i Testamenta. Uz sastave Dismember, Grave i Unleashed Entombed se smatra članom velike četvorke švedskog death metala.

## Povijest

### Početci (1987. – 1991.)
Sastav, koji su osnovali bubnjar Nicke Andersson, gitarist Alex Hellid i basist Leif Cunzer 1987. godine, započeo je pod imenom Nihilist. Sastavu se pridružio pjevač L-G Petrov, koji je bio bubnjar sastava Morbid, u kojem je pjevao vokalist sastava Mayhem, Dead. Sastavu se također pridružio gitarist Morbida Uffe Cederlund, a zatim su snimili demoalbum s pjesmama koje su se pojavile na Entombedovu debitanskom albumu. 
Debitanski album sastava Left Hand Path, objavljen 1990., kultni je favorit koji ih je uspostavio kao popularni švedski death metal sastav. Left Hand Path i njegov nasljednik Clandestine bili su jedinstveni po tome što su sadržavali ono što se ponekad nazivalo "buzz saw" zvukom gitare. Prije snimanja albuma Petrov je bio izbačen iz sastava zbog osobnih razlika. Na albumu je pjevao Andersson, a na turneji nakon izdanja albuma 1991. sastavu se pridružio pjevač Johnny Dordević, koji bio je član sastava Carnage.

### 1992. – 2000.
Petrov se ponovno pridružio sastavu nakon objavljivanja album sa skupinom Comecon. Sastav objavljuje album Wolverine Blues 1993. Album je sadržavao odstupanje zvuka od prethodnog rada sastava s većim utjecajem hard rocka i heavy metala u odnosu na njihove početne death metal stilove, u stilu koji se sada često naziva death 'n' roll. Iako je izdanje izazvalo podjele među obožavateljima sastava, uspostavilo je njihovu mainstream i kritičku reputaciju. Wolverine Blues smatra se klasikom death metala ranih 1990-ih.
Album Same Difference iz 1998. bio je prvi album sastava na kojem se ne pojavljuje bubnjar i osnivač Nicke Andersson, koji je napustio sastav kako bi se usredotočio na svoj novi projekt The Hellacopters. Zamijenio ga je Peter Stjärnvind. Godine 2000. sastav je objavio album Uprising, a sljedeće godine album Morning Star.

### 2001. – 2009.
Godine 2001. sastav je radio s umjetnicima performansa Carinom Reichom i Bogdanom Szyberbom te s Kraljevskim švedskim baletom. Produkcija je nosila naziv Unreal Estate. 
Godine 2003. objavljen je album Inferno, koji bio je posljednji album sastava s gitaristom Uffom Cederlundom, basistimom Jörgenom Sandströmom i bubnjarom Peterom Stjärnvindom.
Nico Elgstrand pridružio se kao basist 2004., a Olle Dahlstedt zamijenio je Stjärnvinda 2006. Kada je Uffe Cederlund napustio sastav 2005., Alex Hellid postao je jedini gitarist sastava.
Serpent Saints (The Ten Amendments) objavljen je 25. lipnja 2007. Album je sadržao veći utjecaj tradicionalnog death metala i bio je prvi album sastava s bubnjarom Ollom Dahlstedtom i basistom Nicom Elgstrandom.

### 2010. – 2020.
Godine 2010. sastavu se pridružio basist Victor Brandt, a Nico Elgstrand postao je gitarist.
U travnju 2013. Entombed je nastupio s komornim orkestrom iz Sundsvalla na festivalu Nordfest. 
Godine 2013. Petrov i Hellid počeli su pravnog bitke oko imena Entombed.
Godine 2014. L.G. Petrov, Olle Dahlstedt, Nico Elgstrand i Victor Brandt osnivali su Entombed A.D.
Hellid, Andersson i Cederlund ponovno su osnovali Entombed u listopadu 2016. Sastavu se pridružio pjevač Robert Andersson i basist Edvin Aftonfalk, koji su svirali sa skupinom Morbus Chron. Prvi nastup bio je na festivalu Closs-Up Baten. U studenom su održali dva nastupa u Malmöu za proslavu 25. obljetnice albuma Clandestine.

### 2021. – danas
7. ožujka 2021. umro je bivši pjevač LG Petrov.
14. srpnja 2022. Entombed je nastupio na festivalu Gefle Metal Festival. Svirali su Alex Hellid, Nicke Andersson, Uffe Cederlund i Jörgen Sandström. Pjevao je Sandström i gostovali su pjevači Tomas Lindberg, Scott Carlson, Johnny Hedlund, Urskogr i Cronos. Bivši bubnjar Peter Stjärnvind bio je gost na bubnjevima.

## Zasluge
Sadašnji članovi
- Nicke Andersson – bubnjevi (1987.. – 1997., 2016. – danas)
- Alex Hellid – gitara (1987. – 2014., 2016. – danas)
- Ulf Cederlund – gitara (1987. – 1988., 1989. – 2005., 2016. – danas)

Bivši članovi
- David Blomqvist – bas-gitara (1989.)
- L-G Petrov – vokal (1988. – 1991., 1992. – 2014.)
- Lars Rosenberg – bas-gitara (1990. – 1995.)
- Johnny Dordević – vokal (1991. – 1992.)
- Jörgen Sandström – bas-gitara (1995. – 2004.)
- Peter Stjärnvind – bubnjevi (1997. – 2006.)
- Nico Elgstrand – bas-gitara (2004. – 2010.), gitara (2010. – 2014.)
- Olle Dahlstedt – bubnjevi (2006. – 2014.)
- Victor Brandt – bas-gitara (2010. – 2014.)

Bivši koncertni članovi
- David Blomqvist – bas-gitara (1990.)
- Michael Amott – bas-gitara (1990.)
- Orvar Säfström – vokal (1991.)
- Victor Brandt – bas-gitara (2009. – 2010.)
- Edvin Aftonfalk – bas-gitara (2016.)
- Robert Andersson – vokal (2016.)

## Diskografija
Studijski albumi
- Left Hand Path (1990.)
- Clandestine (1991.)
- Wolverine Blues (1993.)
- DCLXVI: To Ride Shoot Straight and Speak the Truth (1997.)
- Same Difference (1998.)
- Uprising (2000.)
- Morning Star (2001.)
- Inferno (2003.)
- Serpent Saints (The Ten Amendments) (2007.)

EP-ovi
- Crawl (1991.)
- Stranger Aeons (1992.)
- Hollowman (1993.)
- Wreckage (1997.)
- Black Juju (1999.)
- When in Sodom (2006.)

Koncertni albumi
- Monkey Puss (Live in London) (1999.)
- Unreal Estate (2005.)

Kompilacije
- Entombed (1997.)
- Sons of Satan Praise the Lord (2002.)

Demoalbumi
- But Life Goes On (1989.)